# Lijst van gevangenen in het Oranjehotel
Deze lijst bevat de namen van de personen met een eigen Wikipedia-artikel die gedurende de Tweede Wereldoorlog vastzaten in het Oranjehotel, de bijnaam van het Huis van bewaring in Scheveningen.

## A
- Aart Aardoom
- Anton Abbenbroek
- Teunis Abbenbroek
- Roel Abma
- Arie Addicks
- Aart Alblas
- Henk Alsem

## B
- Floris Bakels
- Daniel Johannes von Balluseck
- Lou Bandy
- Richard Barmé
- Jean Chrétien Baud
- Binnert Philip de Beaufort
- Herman Bernard Wiardi Beckman
- Andries van Beek
- Leon Beek
- Gerrit Jan van den Berg
- Jan ten Berge
- Adriaan Diederik van Bergeijk
- Jan Wernard van den Bergh
- Hendrikus Berkhof
- Tobias Biallosterski
- Marion Bienes
- Jan Dirk van Bilderbeek
- Johan Birnie
- Freek Bischoff van Heemskerck
- Fokke Bleeker
- Wim van Bodegraven
- Rosa Boekdrukker
- Pim Boellaard
- Sjaak Boezeman
- Isaac Helenus Bolman
- Jean Pierre Bolten
- Arend Andries Bontekoe
- Jacobus Christiaan Boogaard
- Betsie ten Boom
- Corrie ten Boom
- Casper ten Boom
- Rein Boomsma
- George den Boon
- Reijer Bastiaan van der Borden
- Anne Anton Bosschart
- Jan van Borssum Buisman
- Willem den Boer
- Dirk Arie van den Bosch
- Jelke Bosch
- Titus Brandsma
- Robert de Brauw
- Mozes Brandon Bravo
- Dunya Breur
- Kees van den Broek
- Karel Bron
- Willem Cornelis van Buuren
- Nicolaas Arie van der Burg
- Aat Breur-Hibma
- Titus Willem de Tourton Bruyns

## C
- Ernst Cahn
- Jan Carmiggelt
- Wilhelm Leonard André du Celliée Muller
- Rudolph Cleveringa
- Hermanus Coenradi
- Hendrik Cohen

## D
- Barend Davidson
- Marinus Delhez
- Willy Derby
- Juliana Wilhelmina Dessauvagie-van der Noordaa
- Tine van Deth
- Nico Donkersloot
- Pim van Doorn
- Fritjof Dudok van Heel
- Hendrik Drogt
- Ida van Dugteren

## E
- Rudolf van Eecke
- Jacob van der Ende
- Boy Ecury
- Joop Eijl
- Jan van Elk
- Joop van Elsen
- Jacob van der Ende
- Jan van den Ende
- Hendrik Ero

## F
- Abraham Samuel Fernandes
- Leo Fischer
- Dirk Willem Folmer
- Joke Folmer

## G
- Dirk Theodorus Geerlings
- Wiebe Geskus
- Joan Gelderman
- Johannes Frans Goedhart
- Elsa Louise van Gool
- Henk Gortzak
- Koeno Gravemeijer
- Bram Grisnigt
- Johan Gronloh
- Christiaan Theodoor Groothoff
- Cornelis Jan Gude
- Willemijn van Gurp

## H
- Trien de Haan-Zwagerman
- Albertus Johannes de Haas
- Jan de Haas
- Tom de Haas
- Sybrand Marinus van Haersma Buma
- Lodo van Hamel
- Willem Hendrik 't Hart
- Willem Lodewijk Harthoorn
- Jacques Hartog
- Hendrik Dirk Stephaan Hasselman
- Willem van Heesen
- Ton Hegge
- Bertus Heij
- Kees Heij
- Leo Heij
- Pierre Helderman
- Willem Helmers
- Frits Antoine Hendrikse
- Eduard Hellendoorn
- Jan Helmers
- Jan van Hinte
- Johannes Holswilder
- Ab Homburg
- Wim Hoogewerff
- Henk Hos
- Frederik Johannes Hoogewooning
- Riet Hoogland
- Bauke van Hout
- Gerard Hueting

## I
- Frederik Hendrik Gijsbertus van Iterson

## J
- Karel Frederik Otto James
- Gerard Jansen
- Dolf Joekes
- Minus de Jonge
- Han Jordaan
- Ab Jüdell

## K
- Kars Lucas Kamp
- Jan Kalff
- Jan Kars
- Richard Katan
- Leendert Keesmaat
- Karel Keizer
- Karel Philippus Bernet Kempers
- Christiaan Kerkhof
- Albert Keuter
- Jan Kijne
- Johannes Klingen
- Jan Kneppelhout
- Hans van Koetsveld
- Tim Kolff
- Anton de Kom
- Henk Kompagnie
- Bart Kooning
- Henk Koot
- Arij Kop
- Anton Kortlandt
- Jan de Korver
- Dirk Kouwenhoven
- Jacob Kraal
- Carel Kranenburg
- Kees Kreukniet
- Jacobus Christiaan Kwinkelenberg

## L
- Wijnand Langeraar
- Leendert Langstraat
- Wibo Lans
- Rika van der Lans
- Willem Lengton
- Hugo van Lennep
- Kees van Lent
- Rudolph Cort van der Linden
- Ernst A. Loeb
- Henk van Loenen
- Heinz Loewenstein
- Arie Lokker

## M
- George Maduro
- Goos Mante
- Rosa Manus
- Joop van der Meij
- Henri Silvain Nicolaas Menko
- Jean Mesritz
- Bertus Meulenkamp
- Oscar Mohr
- Frans Mol
- Adriën Moonen
- Karel de Munter

## N
- Thomas Haulog Navis
- Frederik Nieuwenhuijsen
- Paul de Nooij
- Wim van Norden
- Jaap Nunes Vaz

## O
- Simon Olivier
- Bob van Oorschot
- Chris van Oosterzee
- Bob Oosthoek
- Herman Overes

## P
- Jan de Pagter
- Catharina Pakvis
- Willem Pasdeloup
- Henk Pelser
- Jan van Pelt
- Leo Picard
- Henri Pieck
- Gerrit Plantagie
- Albert Plesman
- Rudolf Pollak
- Heinz Hermann Polzer
- Gerard Pontier
- Klaas Postma
- Mientje Proost

## R
- Evert Radema
- Ada van Randwijk-Henstra
- Coen de Ranitz
- Jacob Levie de Reeder
- Trudel van Reemst-de Vries
- Frans Rietveld
- Hidde Jan Rijkeboer
- Jan Rijkmans
- Govert Ritmeester
- Herman van Roijen
- Robert de Roos
- Jet Roosenburg
- Nico Rost
- Ben Ruesink
- Anna Charlotte Ruys

## S
- Herman Salomonson
- Anton Schaars
- Kees Schalker
- Kees Schelfhout
- Gerard Scheltens
- Jan Schelvis
- Johan Schimmel
- Johan Schimmelpenninck
- Christiaan van Schuppen
- Anton Schrader
- Frits van der Schrieck
- Elka Schrijver
- Johannis Evert van der Slikke
- Jan Smallenbroek
- Frits Smit
- Jan Smit (1884-1952)
- Jan Smit (1910-1941)
- Maria Snel
- Han Stijkel
- Arie Stoppelenburg
- Hendrik Gerard Stoppendaal

## T
- Rudolf Tappenbeck
- Frans Tempel
- Ben Telders
- Trix Terwindt
- Wiepke Harm Timersma
- Hetty van der Togt
- Gerrit van de Top
- Bep Turksma

## V
- Sieg Vaz Dias
- Alfred Veerman
- Henk op den Velde
- Meindert Veldman
- Coba Veltman
- Jacob Vellenga
- Antoon Verdijk
- Pieter Verhage
- Jan Verleun
- Jan Verschure
- Jan Versteegt
- Simon Vestdijk
- Eduard Veterman
- Gerardus Vleugels
- Teus van Vliet
- Leo Voogd
- Mimi de Vries
- Nelis de Vries
- Henri Vroom
- Pieter Cornelis de Vroome

## W
- Paulus van Wandelen
- Piet Wapperom
- Mom Wellenstein
- Ludolph Reinier Wentholt
- Johan Hendrik Westerveld
- Hendrik Wielenga
- Bob Wijnberg
- Louis Wijsenbeek
- Cornelis Wolzak

## Z
- Hermanus Zanen
- Tiem Zomer
- Jan van der Zwaag